# Wijnbrondal
Het Wijnbrondal is een natuurgebied in de Vlaams-Brabantse plaats Linkebeek.
Het betreft een vallei met steile wanden die ook een holle weg omvat en in welk gebied zich ook het Kasteel van Linkebeek bevindt. De hoogte varieert van 40-110 meter.
De bodem bestaat uit kalkrijke zanden van de Formatie van Brussel. Men vindt er zuur beukenbos en eiken-haagbeukenbos.
Omstreeks 1900 was het Wijnbrondal een geliefd wandelpad, ook voor kunstenaars waardoor het de naam kunstenaarsvallei of vallée des artistes heeft gekregen.